# Caripeta piniaria
Caripeta piniaria är en fjärilsart som beskrevs av George Duryea Hulst 1902. Caripeta piniaria ingår i släktet Caripeta och familjen mätare. Inga underarter finns listade i Catalogue of Life.